# 释佛源
释佛源（1922年4月12日—2009年2月23日），俗姓莫，男，湖南桃江人，虚云门下云门宗第十三代传人。原中国佛教协会咨议委员会副主席、广东省佛协常务副会长、韶关市佛协会长。曾出任云门山大觉禅寺、南华寺、白鹿寺、栖霞寺、乾明寺、祝圣寺的方丈。

## 生平
1922年4月12日，释佛源出生在湖南省益阳市桃江县。父亲莫芳有，母亲贾孺人。家中有3个哥哥3个姐姐4个弟弟。18岁时，他在益阳市会龙山栖霞寺舅舅智晖和尚那剃度，法名“心净”，号“真空”。19岁时，他到南岳衡山祝圣寺佛教讲习所，亲近空也、明真、灵涛等高僧。1946年春季，他在福严寺镇清和尚处受具足戒。他曾在太虚、芝峰高僧等创立的镇江焦山佛学院、宁波观宗学社学习佛法，后来接任白鹿寺弘畅法师之后出任方丈。
1951年，他去云门山大觉禅寺亲近虚云，他和朗耀、法云接了云门宗的法脉，虚云赐他法号“佛源”，法派号“妙心”。1952年，中国中央人民政府副主席李济深、中南行政委员会副主席陈铭枢等邀请虚云去北京市，佛源随侍虚云的起居，照料汤药，跟着虚云走遍北京市、湖北省、江苏省、上海市、杭州市的各大寺院，协助申请筹备中国佛教协会，记录虚云的法语开示。1958年春季，反右运动，佛源蒙冤入狱，之后发往南华寺劳动改造。1959年3月发往芙蓉山劳教农场改造，直到1961年中秋节后才被释放，交由南华寺劳动监管18年。文化大革命中，造反派和红卫兵把六祖慧能、憨山德清、丹田的真身弄到韶关市游行，想要焚烧他们的真身，把六祖、丹田的真身胸背洞穿，脏腑、灵骨掏掷在地上，佛源冒死收藏了六祖和丹田的脏腑和灵骨。1979年，佛源恢复名誉，他受邀到中国佛学院主讲律学，兼任外事接待、文物管理。佛源把六祖慧能等真身灵骨的事情告诉明真、巨赞和赵朴初会长。赵朴初写信告知时任中国共产党广东省委员会书记的习仲勋，习仲勋等把两位佛教祖师的灵骨取出，用檀香木和檀香末驳接粘好。
1982年，中华人民共和国国务院将云门寺列入首批全国重点开放寺院。佛源率领弟子去云门寺，当时寺中仅有老僧三人，殿宇破败，经像法器全部散失殆尽。佛源开始重修云门寺，1986年启坛传戒。1990年，佛源兼任益阳市白鹿寺方丈，1991年兼任祝圣寺方丈，同时出任中国佛协常务理事暨咨议委员会副主席。1990年，南华寺曹溪惟因和尚入寂，传正出任代理住持，但是他因胃病加重让位给佛源。2009年2月23日，佛源在云门山大觉禅寺方丈寮房内安详入寂，享年87岁，僧腊69载，戒腊63夏。